# Saussurea pygmaea
Saussurea pygmaea — вид квіткових рослин з родини айстрових (Asteraceae). Вид зростає в Європі: Німеччина (Баварія), Австрія, Польща, Словаччина, Італія, Словенія; це рослина помірних біомів.

## Середовище
Рослина віддає перевагу кам'янистим газонам, кам'янистим тріщинам та кам'янистому осипу. Процвітає на вапняних, нейтральних, плісняво-гумусових, неглибоких, кам'янистих суглинистих та глинистих ґрунтах.

## Біоморфологічна характеристика
Росте як багаторічна трав'яниста рослина з кудлатими, волохатими, короткими стеблами, що досягають висоти від 5 до 15 сантиметрів. Часто рослинний екземпляр майже безстебельний. Листя сидяче. Проста листова пластинка відносно вузька та лінійно-ланцетна до лінійної із загостреним верхнім кінцем та цільна або розсіяно зубчаста, довжиною від 3 до 7, рідко до 18 сантиметрів та шириною від 3 до 8 міліметрів. Верхня сторона листка темно-трав'янисто-зелена, а нижня — сіро-зелена. Старіше листя майже голе з верхнього боку та має короткі, повстяні волоски з нижнього. Період цвітіння триває з липня по вересень. На одному стеблі утворюється лише одна квіткова головка. Суцвіття часто увінчане верхніми стебловими листками. Приквітки довгі, загострені та сіро-волосисті, зелені з коричневим краєм. Зовнішні приквітки часто пурпурові, вузькояйцеподібні та коротші за ланцетні внутрішні. Квіткова головка має довжину від 2 до 4 сантиметрів і діаметр до 3 сантиметрів. Кожна квіткова головка містить лише трубчасті квіти, які є двостатевими й синьо-фіолетового забарвлення. Сім'янки мають хохолок. Сім'янки мають довжину від 6 до 7 міліметрів і мають борозни. 2n = 52